# 福尔登贝格
福尔登贝格是奥地利施蒂利亚州莱奥本县的一个市镇。总面积27.74平方公里，总人口1232人，人口密度44.4人/平方公里（2005年）。